# Parti national-socialiste de la liberté
Le Parti national-socialiste de la liberté, en allemand, Nationalsozialistische Freiheitspartei (NSFP), ou Mouvement national-socialiste de la liberté, Nationalsozialistische Freiheitsbewegung (NSFB), est un parti politique réunissant le mouvement völkisch et le nazisme pendant la république de Weimar, le temps des élections en 1924 et séparé l'année suivante.

## Histoire

### Naissance
Après la répression du putsch de la Brasserie en novembre 1923, le Parti national-socialiste des travailleurs allemands (NSDAP), qui est principalement actif dans le sud de l'Allemagne, est interdit. Hitler, emprisonné, charge Alfred Rosenberg de s'occuper du NSDAP qui reprend dans une nouvelle organisation, la Großdeutsche Volksgemeinschaft (de) en janvier 1924. À partir de décembre 1923, Rosenberg cherchait à participer aux élections dans une alliance avec le Parti populaire allemand de la liberté (DVFP). Le DVFP, initialement interdit après le putsch, actif au nord de l'Allemagne, est créé en 1922 en tant que scission du Parti populaire national allemand (DNVP). Contrairement aux nazis, la DVFP, réadmise en février 1924, a une expérience parlementaire. Rosenberg et Gregor Strasser se mettent d'accord en janvier 1924 avec le leader du DVFP, Albrecht von Graefe, sur une procédure commune pour les prochaines élections.
La participation aux élections ainsi que l'alliance avec des groupes völkisch sont controversés parmi les nazis et sont rejetés par une aile "anti-bourgeoise" autour de Hermann Esser et Julius Streicher. Esser et Streicher évincent Rosenberg de la direction de la GVG, qui dès lors refuse toute activité parlementaire aux nazis. Des positions similaires sont représentées par des nazis d'Allemagne du Nord tels que Ludolf Haase (de). Hitler se comporte d'abord de manière contradictoire : lors de discussions avec des personnes partageant les mêmes idées, il refuse de participer aux élections ; en même temps, il s'intéresse à la liste des candidats.

### Élections législatives allemandes de mai 1924
Lors de la campagne des élections législatives allemandes de mai 1924 le 4 mai 1924, les völkisches et les nazis s'opposent au système démocrate parlementaire, la position des juifs en Allemagne, le traité de Versailles et le plan Dawes. On aspire à un État populaire sans lutte de classe et avec un corps représentatif professionnel. Un programme de parti qui va au-delà des exigences quotidiennes ne voit pas le jour, car les idées programmatiques d'Ernst zu Reventlow, de Gottfried Feder, de Reinhold Wulle et d'Artur Dinter sont très différentes.
Les völkisches et les nazis font campagne sur des propositions électorales portant des noms régionaux différents, liées à la Vereinigte Liste der Deutschvölkischen Freiheitspartei und der Nationalsozialistischen deutschen Arbeiterpartei. L'accord initial entre Graefe et Rosenberg, entre les völkisches et les nazis, établit la liste des candidats dans 17 ou 18 circonscriptions. Au cours du choix des candidats, les nazis sont systématiquement désavantagés par le mouvement völkisch, de sorte que dans les circonscriptions au nord du Main, les candidats sont presque exclusivement DVFP. De même, les circonscriptions les plus prometteuses reviennent au mouvement völkisch.
La liste porte sur 32 circonscriptions lors des élections de mai. Environ un tiers des candidats sont membres du NSDAP : Hans Dietrich (de), Gottfried Feder, Wilhelm Frick, Emil Gansser, Hans Jacob, Christian Mergenthaler, Ernst Röhm, Fritz Tittmann et Theodor Vahlen. Le nazi Hermann Kriebel, condamné pour le putsch, est emprisonné de février à décembre 1924 et ne pourra donc jamais être au Reichstag ; l'adhésion de Paul Rahl (de) au NSDAP n'est pas certaine. Erich Ludendorff n'est d'aucun parti. Au cours de la deuxième législature, deux députés du Parti social allemand, Friedrich Stock (de)  et Hans Kurth (de), rejoignent la NF.

### Tentative de coalition
Immédiatement après l'élection, le DVFP et le NSDAP annoncent que le groupe parlementaire portera le nom du Parti national-socialiste pour la liberté. La direction est dominée par le mouvement völkisch, avec comme chef Graefe et Reventlow comme adjoint. Les ambitions de Ludendorff et du mouvement völkisch vont bien au-delà d'un groupe parlementaire et visent la création d'un parti collectif national : une résolution du groupe parlementaire publiée fin mai, prétendument aussi au nom de Hitler, équivaut à « un ordre des völkisches en dehors du Reichstag ». Rosenberg proteste. Du point de vue des nazis, un parti rival purement bourgeois est en train d'émerger et offre peu de place à son propre radicalisme. Dès le début de l'été 1924, Hitler s'exprime comme un opposant radical à toute activité parlementaire.
Lors d'une conférence à Weimar les 16 et 17 août 1924, Hitler tente en vain de dissuader Gregor Strasser de rejoindre la direction du NSFP. Les décisions finales d'organisation sont reportées. La conférence fut initiée par Ludendorff, qui souhaitait se positionner comme le leader de la coalition. Après la conférence, les tensions entre les völkisches et les nazis au sein du groupe parlementaire augmentent. Ludendorff est défaillant et attribue les tensions aux « forces secrètement actives ». Il accuse certains députés d'être membres d'un ordre de druides. Ludendorff est mis à l'écart du Reichstag fin août.
Fin octobre 1924, le DVFP et le NSDAP fusionnèrent officiellement sous le nom de Mouvement national-socialiste de la liberté, Nationalsozialistische Freiheitspartei (NSFB). Le contexte est la nouvelle élection prochaine du Reichstag, qui, selon Ludendorff, Graefe et Strasser, crée la contrainte de s'unir. Le Bloc völkisch-social (de) en Bavière rejoint le NSFB dans cette région. Pour Hitler et les principaux nazis, la fusion est rejetée. Les nazis d'Allemagne du Nord et la GVG appellent au boycott des élections.

### Élections législatives allemandes de décembre 1924
Lors des élections législatives allemandes de décembre 1924 le 7 décembre, le NSFB a 14 sièges. Par rapport aux élections de mai, la situation économique s'est stabilisée ; en outre, l'effet de propagande du putsch de la Brasserie et du procès contre les putschistes n'est plus. Neuf députés sont du DVFP, quatre du NSDAP et Ludendorff en indépendant.
Des attitudes différentes à l'égard de l'élection présidentielle allemande de 1925 conduisent à la séparation organisationnelle des deux partis au Reichstag : le NSDAP nomme Ludendorff ; le DVFB soutient Karl Jarres.
Le 14 février 1925, le NSFB est effectivement dissous par la démission de Ludendorff, Graefe et Strasser. Hitler est libéré de prison le 20 décembre 1924 et, lors de négociations avec le ministre-président Heinrich Held, obtient un nouvel enregistrement du NSDAP, qui est rétabli le 27 février.
Lorsque le député Georg Best (de) quitte le groupe parlementaire DNVP en mai 1925, il y a de nouveau la possibilité de former un groupe parlementaire qui doit avoir au moins 15 députés. Best vient en tant qu'apparenté de la Völkische Arbeitsgemeinschaft, créée en juin et considérée par les nazis comme un "mariage de complaisance". En février 1927, les députés Kube, Reventlow et Stöhr quittent la DVFB après des conflits internes. Reventlow et Stöhr rejoignent immédiatement le NSDAP, qui compte plus de membres que le DVFB. Le DVFB rejette les demandes du NSDAP de confier sa direction et sa présidence à la Völkische Arbeitsgemeinschaft. Le groupe parlementaire se dissout en mars 1927 avec la démission des membres du NSDAP. À la fin de la législature, les députés non inscrits deviennent membres du NSDAP (Dietrich, Feder, Frick, Kube, Reventlow, Stöhr, Strasser) ou membres de la "Völkische Arbeitsgemeinschaft (Bloc völkisch-social)" (Graefe, Henning, Ramin, Schröder, Weidenhöfer). Seiffert et Best appartiennent au Parti du Reich pour les droits civils et la déflation, Ludendorff n'est d'aucun parti.

## Liste des parlementaires NF
| - Georg Ahlemann (deuxième législature) - Georg Best (troisième législature, apparenté) - Heinrich Blume (deuxième législature) - Arno Chwatal (deuxième législature) - Hans Dietrich (deuxième et troisième législatures) - Karl Fahrenhorst (deuxième législature) - Gottfried Feder (deuxième et troisième législatures) - August Fleck (deuxième législature) - Wilhelm Frick (deuxième et troisième législatures) - Theodor Fritsch (deuxième législature) - Emil Gansser (deuxième législature) - Albrecht von Graefe (deuxième et troisième législatures) | - Wilhelm Henning (deuxième et troisième législatures) - Hans von Heydebreck (deuxième législature) - Hans Jacob (deuxième législature) - Hermann Kriebel (deuxième législature) - Wilhelm Kube (deuxième et troisième législatures) - Hans Kurth (deuxième législature) - Erich Ludendorff (deuxième et troisième législatures) - Christian Mergenthaler (deuxième législature) - Paul Rahl (deuxième législature) - Jürgen von Ramin (deuxième et troisième législatures) - Ernst zu Reventlow (deuxième et troisième législatures) - Christian Roth (deuxième législature) - Hanns Ruckdäschel (deuxième législature) | - Ernst Röhm (deuxième législature) - Konrad Schliephacke (deuxième législature) - Paul Schröder (deuxième et troisième législatures) - Paul Seiffert (troisième législature) - Hans Stelter (deuxième législature) - Gregor Strasser (troisième législature) - Friedrich Stock (de) (deuxième législature) - Franz Stöhr (deuxième et troisième législatures) - Fritz Tittmann (deuxième législature) - Theodor Vahlen (deuxième législature) - Georg Weidenhöfer (deuxième et troisième législatures) - Reinhold Wulle (deuxième législature) |